# تیاگو مانترو (بازیکن تنیس روی میز)
تیاگو مانترو (انگلیسی: Thiago Monteiro؛ زادهٔ ۱۵ ژوئن ۱۹۸۱) یک بازیکن تنیس روی میز اهل برزیل است.
وی در مسابقات کشوری و بین‌المللی در مجموع برنده ۴ مدال طلا، ۱ مدال نقره، ۲ مدال برنز شده‌است.